# Голицын, Андрей Иванович Скуриха
Князь Андре́й Ива́нович Голи́цын (по прозвищу Скуриха) (?—1607) — стольник, рында, голова, воевода, боярин и член Боярской думы во времена правления Ивана IV Васильевича Грозного, Фёдора Ивановича и Бориса Годунова.
Младший из двух сыновей боярина князя И. Ю. Голицына. Имел брата князя и боярина Ивана Ивановича по прозванию Шпак.
В родословной книге М. А. Оболенского указан с прозванием — Куриха.

## Биография
В 1579 и 1580 годах рында с царевичем саадаком в походе на Лифляндию. В 1580 году, при бракосочетании Ивана Грозного с Марией Фёдоровной Нагой был в свадебном поезде. В 1582 году местничал с князем А. И. Шуйским.
В 1585 году первый воевода Передового полка в Алексине, потом в Калуге. В сентябре 1586 года, по прошению, отпущен со службы. В 1588 году — 1-й воевода города Дедиславля; отказался подчиниться 1-му воеводе Тулы князю Т. Р. Трубецкому; из-за этого был переведён воеводой в другой больший полк, но также отказался. В результате был арестован и отсидел две недели в тюрьме Дедиславля. Отпущен по заступничеству боярина князя Г. А. Куракина, как его внучатый двоюродный племянник. В 1589 году первый воевода в Туле. В 1590 году голова в Государевом полку в походе в Новгород и шведские места. В январе 1591 года, в чине стольника, смотрел в большой государев стол, в апреле послан первым воеводою войск левой руки в Каширу для охранения от нападения крымского хана, а из Каширы пришёл к Москве и гнал крымцев от столицы до Серпухова. В 1592 году направлен «на берег» первым воеводою Передового полка против хана Казы-Гирея Боры, далее первый воевода в Калуге и по возвращении из похода был пожалован в бояре. В 1593 году первый воевода войск левой руки на берегу Оки. В 1594 году ходил на Каширу. В 1595, 1598, 1600 и 1601 годах первый воевода в Пскове. В августе 1602 года обедал у Государя, где заместничал с А. П. Куракиным. В этом же году решал местническое дело С. В. Кузмина и И. В. Милюкова. С 1603 года был четырнадцатым бояриным в ближней Царской думе. В этом же году встречал вторым на крыльце, на второй встрече при представлении Государю датского королевича.
Умер в 1605 году.

## Версия о старце Дионисии
Считается, что именно Андрей Иванович Голицын упоминается как старец Дионисий, постригшийся в монахи в Иосифо-Волоколамском монастыре незадолго до Смутного времени: осенью 1606 года он возглавил оборону своей обители от отрядов Ивана Болотникова (в которые входили донские и дедиловские казаки): «Чтобы усыпить бдительность мятежных казачьих атаманов, старец радушно принял их в монастыре и одарил крупными денежными суммами. В другой раз Голицын пригласил предводителей отряда Солому и Шестова (Шестакова) и, „оманом перепоя“, велел их перебить. Взятые в плен „радные“ люди были отосланы позже в Москву. Повстанческий отряд, стоявший в Волоколамске, немедленно осадил монастырь. Но обитель имела мощную крепость. 18 ноября старцы раздали щедрую награду „монастырским людем, которые в казачей приход в монастыре в осаде сидели“».

## Семья
- Отец: Иван Юрьевич Голицын (ум. 1582) — князь, боярин.
- Мать: Ирина Ивановна Мстиславская (ум.1621)
- Жена: Анна Ивановна Бельская (ум.1624)
- Дети:
  - сыновья:
    - Андрей (ум. 22 сентября 1638)
    - Иван (ум. 30 августа 1654)

  - дочери:
    - Анна (ум.1653); муж Иван Федорович Колычев-Крюк (ум.1609)
    - Федора, вторая супруга князя Д. М. Пожарского[9][10].
    - Васса (ум. 16 января 1625)[11].